# Isla de Tamanduá
Isla de Tamanduá (en portugués: Ilha do Tamanduá) es la mayor isla de Caraguatatuba, en el estado de São Paulo, en el sudeste de Brasil. El acceso a ella es hecho por barcos que salen de las prayas de Mococa, Cocanha y Tabatinga. La isla encanta por su naturaleza virgen y es una opción buena para el buceo. Los visitantes tienen la obligación de recoger todo basura que produjeran para preservar lo que es considerado un verdadero paraíso ecológico.